# Ларсен Туре
Ларсен Туре е гвинейски футболист, крило. Роден е 20 юли 1984 г. в Брест.

## Кариера
Ларсен Турен започва кариерата си в юношеските формации на Лил. През 2005 г. пробива в мъжкия тим и записва 28 мача за 5 години там. Няколко пъти е пращан под наем в други клубове като Геньон и Гренобъл. През 2010 г. Туре подписва с отбора на Брест, с който играе в Лига 1 на Франция. През 2013 г. преминава със свободен трансфер в Левски подписвайки за 2 години. През първия полусезон със „сините“ записва 12 мача и вкарва 4 гола. На 7 декември 2013 г. бележи победното попадение при гостуването на Левски в Разград срещу Лудогорец, което донася първата победа на отбора като гост в Разград.